# 광주고등검찰청

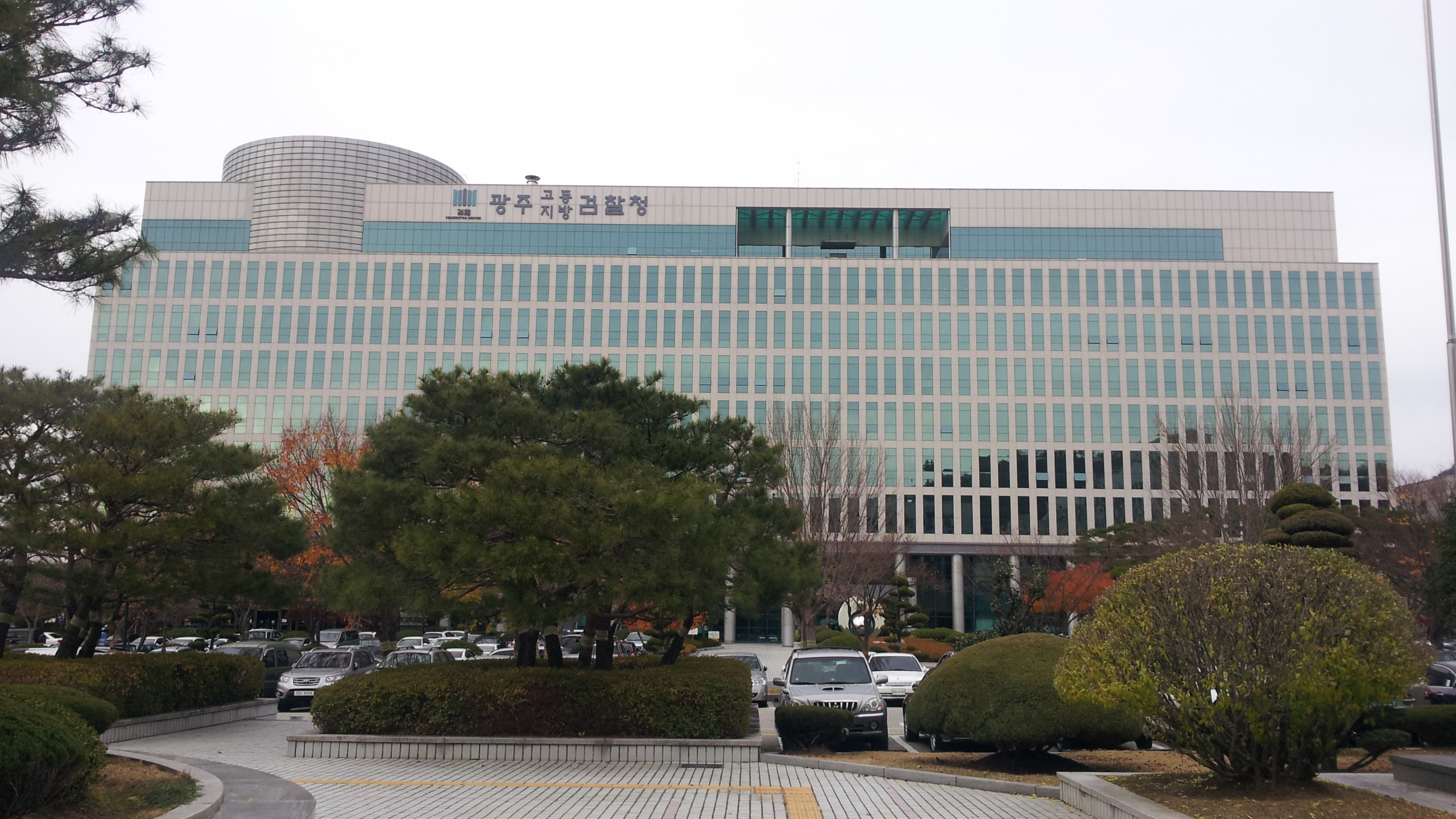
광주고등검찰청

광주고등검찰청(光州高等檢察廳)은 항소사건에 대한 소송 유지 및 항고사건 처리와 행정소송을 비롯해 국가를 당사자로 하는 소송사건을 수행하고 진행을 돕는 검찰청 소속의 특별지방행정기관이다. 광주광역시 동구 준법로 7-12(지산동 342-1)에 위치하고 있다.

## 연혁
- 1952년 4월 1일 광주고등검찰청 개청
  - 전라남도 광주시 금남로 3가 1의 1 광주지방검찰청 청사의 일부를 빌려 개청
  - 모청인 대구고등검찰청으로부터 분리하여 대한민국 세 번째 고등검찰청으로 탄생
  - 광주, 전주, 제주지방검찰청을 관할하고 서기과, 회계과를 둠
- 1953년 2월 13일 청사 이전
  - 전라남도 광주시 금남로 3가 4의 15에 지상 2층의 청사를 신축하여 이전
  - 광주고등법원과 공동사용
- 1962년 8월 20일 사무국 설치
  - 사무국을 설치하고 그 아래 서무과, 사건과, 집행과를 둠
- 1969년 1월 13일 청사 이전
  - 광주시 지산동 342의 1에 지하1층 지상4층의 청사를 신축하여 이전(1968. 12. 15 준공)
- 1973년 1월 25일 집행과 폐지(대통령령 제6472호)
- 1997년 1월 17일 청사신축을 위한 임시청사 준공(건평 1392.2평)
- 1998년 4월 3일 신축청사 착공
- 1998년 8월 10일 서무과를 총무과로 개칭
- 2001년 2월 22일 검사정원 11명: 검사장1, 차장1, 검사9(대통령령 제 17133호)
- 2001년 6월 10일 청사이전 
  - 구 청사 부지에 지하2층 지상9층(연면적 33,408.18m2, 10,044평)의 청사를 신축하여 이전(2001. 11. 27 준공)

## 조직

### 검사장

#### 차장검사

##### 검사실
- 1호검사실
- 2호검사실
- 3호검사실
- 4호검사실
- 5호검사실
- 6호검사실

##### 사무국
- 총무과
- 사건과

## 관할 구역

### 행정구역
- 1광역시: 광주광역시
- 2도: 전라남도, 전북특별자치도
- 1특별자치도: 제주특별자치도

### 관할 검찰청
- 3개 지방검찰청 (광주, 전주, 제주)
- 광주지방검찰청 산하: 목포, 장흥, 순천, 해남지청
- 전주지방검찰청 산하: 군산, 정읍, 남원지청

## 역대 고등검사장
| 대수     | 이름           | 임기                               | 출신지    | 출신학교         | 비고                                |
| -------- | -------------- | ---------------------------------- | --------- | ---------------- | ----------------------------------- |
| 초대     | 박승준(朴承俊) | 1952년 4월 7일 ~ 1957년 10월 4일   |           |                  | 검찰총장 역임                       |
| 2대      | 서정국         | 1957년 10월 5일 ~ 1960년 5월 18일  |           | 경성법학전문학교 |                                     |
| 3대      | 송화식         | 1961년 1월 25일 ~ 1961년 5월 25일  |           |                  |                                     |
| 4대      | 김영천         | 1962년 5월 7일 ~ 1963년 5월 6일    | 전남 장성 |                  | 법무부 차관 역임                    |
| 5대      | 김병화         | 1963년 5월 7일 ~ 1963년 12월 30일  | 평북 용천 | 경성제대         | 법원행정처장 역임                   |
| 6대      | 김영천         | 1963년 12월 31일 ~ 1964년 3월 15일 | 전남 장성 |                  | 법무부 차관 역임                    |
| 7대      | 황창주         | 1964년 3월 16일 ~ 1973년 3월 18일  |           |                  |                                     |
| 8대      | 나길조(羅吉祖) | 1973년 4월 6일 ~ 1975년 9월 30일   | 경남 창원 | 일본 명치대      | 제11대 국회의원                     |
| 9대      | 김일두         | 1975년 10월 1일 ~ 1977년 2월 16일  | 경남 남해 | 고려대           | 대검찰청 차장검사                   |
| 10대     | 이영환         | 1977년 2월 17일 ~ 1979년 2월 18일  | 경북 성주 | 일본 와세다대    | 헌법위원회 상임위원                 |
| 11대     | 송종진         | 1979년 2월 19일 ~ 1980년 6월 8일   |           | 단국대           |                                     |
| 12대     | 서정각         | 1980년 6월 9일 ~ 1981년 4월 25일   | 서울      |                  |                                     |
| 13대     | 유태선         | 1981년 4월 27일 ~ 1981년 12월 16일 | 경기 부천 | 서울대           |                                     |
| 14대     | 배명인(裵命仁) | 1981년 12월 17일 ~ 1982년 6월 17일 | 경남 진해 | 서울대           | 법무부장관 및 국가안전기획부장 역임 |
| 15대     | 김세권         | 1982년 6월 18일 ~ 1985년 5월 24일  | 서울      | 서울대           | 한국형사정책연구원 이사장 역임      |
| 16대     | 이준승         | 1985년 5월 25일 ~ 1986년 4월 16일  | 경북 안동 | 고려대           |                                     |
| 17대     | 김양균         | 1986년 5월 2일 ~ 1987년 6월 7일    | 광주      | 전남대           | 헌법재판관 역임                     |
| 18대     | 정구영         | 1987년 6월 8일 ~ 1989년 3월 28일   | 경남 하동 | 서울대           | 검찰총장 역임                       |
| 19대     | 조성욱         | 1989년 3월 29일 ~ 1991년 4월 17일  | 전남 함평 | 성균관대         | 법무부 차관 역임                    |
| 20대     | 김유후         | 1991년 4월 18일 ~ 1992년 1월 31일  | 서울      | 서울대           | 청와대 사정수석비서관 역임          |
| 21대     | 신건(辛建)     | 1992년 7월 29일 ~ 1993년 3월 3일   | 전북 전주 | 서울대           | 국가정보원장 역임                   |
| 22대     | 김현철         | 1993년 3월 17일 ~ 1993년 9월 20일  | 전북 군산 | 서울대           | 대한법률구조공단 이사장 역임        |
| 23대     | 황상구         | 1993년 9월 21일 ~ 1994년 9월 15일  | 경북 영주 | 서울대           |                                     |
| 24대     | 김정길(金正吉) | 1994년 9월 16일 ~ 1995년 9월 21일  | 전남 신안 | 고려대           | 법무부 장관 2회 역임                |
| 25대     | 김상수         | 1995년 9월 27일 ~ 1997년 1월 22일  | 대구      | 서울대           | 법무연수원장 역임                   |
| 26대     | 심상명(沈相明) | 1997년 1월 23일 ~ 1997년 8월 9일   | 전남 장성 | 서울대           | 법무부 장관 역임                    |
| 27대     | 송정호(宋正鎬) | 1997년 8월 10일 ~ 1998년 3월 18일  | 전북 익산 | 고려대           | 법무부 장관 역임                    |
| 28대     | 원정일         | 1998년 3월 19일 ~ 1999년 5월 26일  | 서울      | 서울대           | 법무부 차관 역임                    |
| 29대     | 주선회         | 1999년 6월 9일 ~ 2000년 7월 14일   | 경남 함안 | 고려대           | 헌법재판관 역임                     |
| 30대     | 이종찬         | 2000년 7월 15일 ~ 2001년 5월 30일  | 경남 고성 | 고려대           |                                     |
| 31대     | 김승규(金昇圭) | 2001년 5월 31일 ~ 2001년 12월 17일 | 전남 광양 | 서울대           | 법무부 장관 및 국가정보원장 역임    |
| 32대     | 김대웅         | 2002년 2월 8일 ~ 2002년 8월 18일   | 광주      | 서울대           | 대검찰청 차장검사 역임              |
| 33대     | 이범관(李範觀) | 2002년 8월 19일 ~ 2004년 5월 27일  | 경기 여주 | 연세대           | 제18대 국회의원                     |
| 34대     | 임내현         | 2004년 6월 1일 ~ 2005년 4월 7일    | 광주      | 서울대           | 법무연수원장 역임                   |
| 35대     | 홍석조         | 2005년 4월 8일 ~ 2006년 1월 26일   | 서울      | 서울대           |                                     |
| 36대     | 정진호         | 2006년 2월 8일 ~ 2007년 3월 4일    | 전북 익산 | 고려대           | 법무부 차관 역임                    |
| 37대     | 명동성(明東星) | 2007년 3월 5일 ~ 2007년 11월 25일  | 전남 강진 | 서울대           | 법무연수원장 역임                   |
| 38대     | 이준보         | 2008년 3월 11일 ~ 2009년 1월 16일  | 전남 강진 | 서울대           |                                     |
| 39대     | 신상규         | 2009년 1월 19일 ~ 2009년 7월 14일  | 강원 철원 | 서울대           |                                     |
| 40대     | 안창호(安昌浩) | 2009년 8월 12일 ~ 2011년 8월 19일  | 대전      | 서울대           |                                     |
| 41대     | 김학의(金學義) | 2011년 8월 22일 ~ 2012년 10월 8일  | 서울      | 서울대           |                                     |
| 42대     | 박성재         | 2013년 4월 10일 ~ 2013년 12월 23일 | 경북 청도 | 고려대           |                                     |
| 43대     | 조성욱         | 2013년 12월 24일 ~ 2015년 2월 10일 | 부산      | 서울대           |                                     |
| 44대     | 김희관         | 2015년 2월 11일 ~ 2015년 12월 23일 | 전북 익산 | 서울대           |                                     |
| 45대     | 오세인         | 2015년 12월 24일 ~ 2017년 7월 21일 | 강원 양양 | 서울대           |                                     |
| 46대     | 김호철         | 2017년 8월 1일 ~ 2018년 6월 21일   |           | 서울대           |                                     |
| 47대     | 박균택         | 2018년 6월 22일 ~ 2019년 7월 30일  | 광주      | 서울대           |                                     |
| 직무대리 | 조종태         | 2019년 7월 31일 ~ 2020년 1월 12일  | 경남 함안 | 서울대           |                                     |
| 48대     | 박성진         | 2020년 1월 13일 ~ 2020년 8월 10일  | 부산      | 한양대           |                                     |
| 49대     | 구본선         | 2020년 8월 11일 ~ 2021년 6월 10일  | 인천      | 서울대           |                                     |
| 50대     | 조종태         | 2021년 6월 11일 ~ 2023년 7월 14일  | 경남 함안 | 서울대           |                                     |
| 직무대리 | 김지용         | 2023년 7월 14일 ~ 2023년 9월 6일   | 충남 부여 | 성균관대         |                                     |
| 51대     | 홍승욱         | 2023년 9월 7일 ~ 2024년 5월 15일   | 서울      | 연세대           |                                     |
| 52대     | 신봉수         | 2024년 5월 16일 ~ 2024년 9월 22일  | 전북 완주 | 건국대           |                                     |
| 직무대리 | 임승철         | 2024년 9월 23일 ~ 2025년 7월 4일   | 경북 영천 | 서울대           |                                     |
| 53대     | 송강           | 2025년 7월 4일 ~                   | 충북 보은 | 고려대           |                                     |

## 같이 보기
- 검찰청
- 대구고등검찰청